# مايك روتوندا
مايك روتوندا (بالإنجليزية: Mike Rotunda) ، من مواليد 30 مارس 1958م، واسمه الكامل لورانس مايكل «مايك» روتوندا، وهو مصارع أمريكي محترف سابق وهو والد المصارعان براي وايت وبو دالاس ، شارك في عدة منافسات لاتحاد المصارعة الحرة بالولايات المتحدة، ومنها رويل رومبل.

## وصلات خارجية
- مايك روتوندا على موقع IMDb (الإنجليزية)
- مايك روتوندا على موقع قاعدة بيانات الفيلم (الإنجليزية)
- مايك روتوندا على موقع كلية كرة القدم في سبورتس رفرنس.كوم (الإنجليزية)
- مايك روتوندا على موقع دبليو دبليو إي (الإنجليزية)
- مايك روتوندا على موقع WrestlingData.com (الإنجليزية)
- مايك روتوندا على موقع CageMatch worker (الإنجليزية)
- مايك روتوندا على موقع قاعدة بيانات المصارعة على الإنترنت (الإنجليزية)
- مايك روتوندا على موقع عالم المصارعة على الإنترنت (الإنجليزية)
- مايك روتوندا على موقع عالم المصارعة على الإنترنت (الإنجليزية)

- WWE Alumni profile of Irwin R. Schyster
- Where are they now? on WWE.com
- Online World of Wrestling Profile